# South Thomaston
South Thomaston és una població dels Estats Units a l'estat de Maine (EUA). Segons el cens del 2000 tenia 1.416 habitants.

## Demografia
Segons el cens del 2000, South Thomaston tenia 1.416 habitants, 594 habitatges, i 421 famílies. La densitat de població era de 50 habitants/km².
Dels 594 habitatges en un 26,8% hi vivien nens de menys de 18 anys, en un 61,1% hi vivien parelles casades, en un 6,9% dones solteres, i en un 29% no eren unitats familiars. En el 22,2% dels habitatges hi vivien persones soles el 8,2% de les quals corresponia a persones de 65 anys o més que vivien soles. El nombre mitjà de persones vivint en cada habitatge era de 2,38 i el nombre mitjà de persones que vivien en cada família era de 2,78.
Per edats la població es repartia de la següent manera: un 22% tenia menys de 18 anys, un 6,5% entre 18 i 24, un 27,8% entre 25 i 44, un 26,5% de 45 a 60 i un 17,2% 65 anys o més.
L'edat mediana era de 41 anys. Per cada 100 dones de 18 o més anys hi havia 89,7 homes.
La renda mediana per habitatge era de 43.594 $ i la renda mediana per família de 50.294 $. Els homes tenien una renda mediana de 35.208 $ mentre que les dones 25.213 $. La renda per capita de la població era de 21.303 $. Entorn del 5% de les famílies i el 7,9% de la població estaven per davall del llindar de pobresa.